# Poșta, Tulcea
Poșta este un sat în comuna Frecăței din județul Tulcea, Dobrogea, România. Se află în partea de nord a județului,  în Dealurile Tulcei.
Un documentar
despre aceasta zona a fosr realizat de primaria Frecǎței